# Hospital de Niños (Tucumán)
El Hospital del Niño Jesús es un hospital público con atención pediátrica de tercer nivel y exclusivo para pacientes menores de 14 años, localizado en la ciudad de San Miguel de Tucumán, Provincia de Tucumán, Argentina.
Pertenece a la red de hospitales del Sistema Provincial de Salud (SIPROSA). Se encuentra ubicado entre las calles Ayacucho, Chacabuco, Rondeau y Pasaje Hungría enfrente a la Plaza de los Decididos de Tucumán.

## Historia
Originalmente el Hospital de Niños ocupaba el sitio donde, en la actualidad, se ubica el Ministerio de Educación de Tucumán en la intersección de las Avenidas Salta y Sarmiento.
Este establecimiento hospitalario fue inaugurado el 14 de mayo de 1899 en un acto precedido por el gobernador Próspero Mena y la Sociedad de Beneficencia de Tucumán, promotora del proyecto. Al momento de su apertura, contaba con una sala de cirugía, aparatos y diagnóstico por rayos X y especialidades médicas en otorrinolaringología, cirugía quirúrgica y clínica pediátrica.
En los años posteriores se construyeron una capilla, una escuela primaria, un laboratorio mecánico, un dispensario de vacunas para la tuberculosis y un pabellón de lactantes con capacidad de 114 camas inaugurado el 31 de julio de 1947. El 1 de junio de 1948, el poder ejecutivo de Tucumán, al mando de Carlos Domínguez, adquiere el nosocomio a la Sociedad de Beneficencia.
Ese mismo año comenzaron las obras para realizar un nuevo Hospital de Niños en su ubicación actual, pero fueron interrumpidas y luego abandonadas en 1950. Ya en 1958, el gobierno de la provincia de Tucumán emprende y reactiva las obras del establecimiento hospitalario. Estas obras fueron finalizadas en 1959 e inauguradas el 29 de septiembre de ese mismo año por el gobernador Celestino Gelsi y el arzobispo Juan Carlos Aramburu.
En 1966, el reconocido futbolista brasileño Edson Arantes do Nascimento, más conocido como Pelé, visitó la provincia de Tucumán como parte del equipo de futbol Santos Futebol Clube. Luego de participar en un cotejo contra Atlético Tucumán, recorrió el Hospital del Niño Jesús.

## Descripción
El edificio actual del Hospital del Niño Jesús es obra del arquitecto Eduardo Sacriste de estilo racionalista. Se encuentra ubicado en una superficie de 7844 metros cuadrados, contando con planta baja y dos plantas superiores. El nosocomio posee doce salas, entre las que se encuentran la Unidad de Terapia Intermedia e Intensiva, tratamiento oncológico, cirugía, traumatología, sala de quemados, quirófano, sector de emergencias y un hospital de día.

## Especialidades
El Hospital del Niño Jesús posee distintas especialidades en su haber:
- Odontología
- Neurología
- Nefrología
- Endocrinología
- Gastroenterología
- Dermatología
- Hemoterapia
- Cardiología
- Nutrición
- Adolescencia
- Kinesiología
- Rehabilitación
- Salud Mental
- Psicología
- Endoscopía
- Hemato Oncología
- Fonoaudiología
- Otorrinolaringología
- Enfermería
- Radiología
- Ecografía
- Tomografía
- Infectología
- Reumatología
- Oftalmología
- Traumatología
- Genética
- Urología
- Ginecología
- Anatomía Patológica

También posee servicios de diagnóstico por imágenes, laboratorios de análisis clínicos, biológicos y bacteriológicos, servicios sociales de lactancia, farmacias o servicio de cirugía.